# MORIOペイ
MORIOペイ（モリオペイ、英: MORIO PAY）は、盛岡ValueCity株式会社が提供するQR・バーコード決済サービス。

## 概要
盛岡ValueCity株式会社が開発・サービス提供を行っている電子マネー決済サービス。盛岡Value Cityが運営し、盛岡市や盛岡商工会議所、日専連パートナーズなどが連携して普及に取り組んでいる。盛岡地域独自の電子マネー決済サービスで、キャッシュレス化及び地域経済循環の推進を目的としている。
前払い式の電子マネー決済サービス。無人チャージ機及び、チャージができる一部の加盟店で現金をチャージすることが可能である。決済をする際は、店舗に設置しているQRコードをアプリ内のカメラで読み取り、金額を入力し決済する。その際に決済金額の1％分のMORIO-Jポイントが貯まる。
MORIO-Jポイントは、アプリ内の操作で1ポイントを1円分のMORIOペイ残高に交換することが可能である。

## 無人チャージ機
無人チャージ機は2021年現在、以下の4か所に設置してある。なお、いずれの無人チャージ機も盛岡市内に設置してある。
- フェザン - 2階インフォメーション[5]
- パルクアベニューカワトク - 地下1階むらげん前[5]
- アネックスカワトク - 1階ATMコーナーむかい[5]
- 岩手県庁 - けんちょう売店内[5]

## 沿革

### 2021年
- 3月20日 - MORIOペイのサービスを開始[3]